# Северна Маријанска Острва на Светском првенству у атлетици на отвореном 2017.
Северна Маријанска острва су учествовала на Светском првенству у атлетици на отвореном 2017 одржаном у Лондону од 4. до 13. августа тринаести пут. Репрезентацију Северно Маријанских острва представљала је једна такмичарка која се такмичила у трци на 100 метара.,.
На овом првенству такмичарка Северних Маријанских острва није освојила ниједну медаљу, али је оборила лични рекорд.

## Учесници
Жене:
- Зарина Сапонг — 100 м

## Резултати

### Жене
| Атлетичарка   | Дисциплина | Лични рекорд | Квалификације | Квалификације | Полуфинале            | Полуфинале            | Финале                | Финале       | Детаљи |
| Атлетичарка   | Дисциплина | Лични рекорд | Резултат      | Место         | Резултат              | Место                 | Резултат              | Место        | Детаљи |
| ------------- | ---------- | ------------ | ------------- | ------------- | --------------------- | --------------------- | --------------------- | ------------ | ------ |
| Зарина Сапонг | 100 м      | 13,35        | 13,29 ЛР      | 8. у гр. 6    | Није се квалификовала | Није се квалификовала | Није се квалификовала | 45 / 46 (47) |        |